# Cyclura pinguis
Cyclura pinguis là một loài thằn lằn trong họ Iguanidae. Loài này được Barbour mô tả khoa học đầu tiên năm 1917.

## Hình ảnh

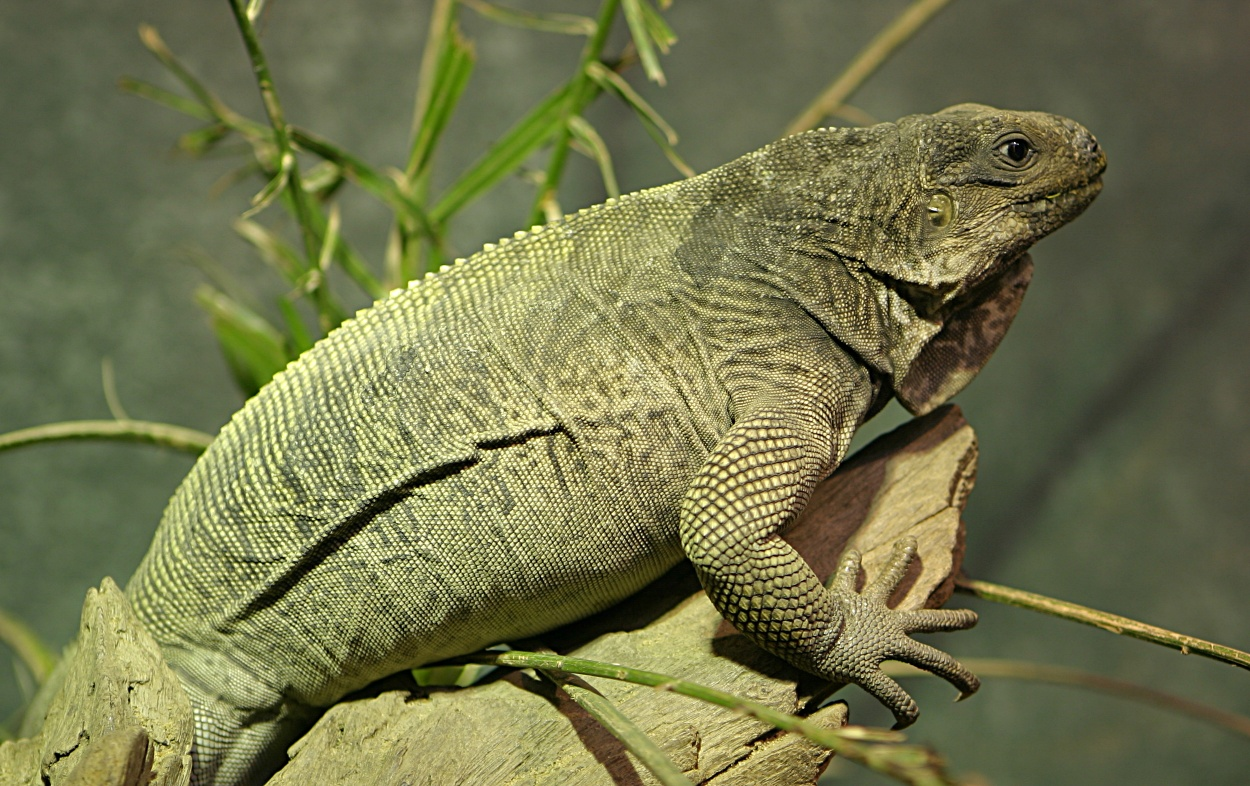
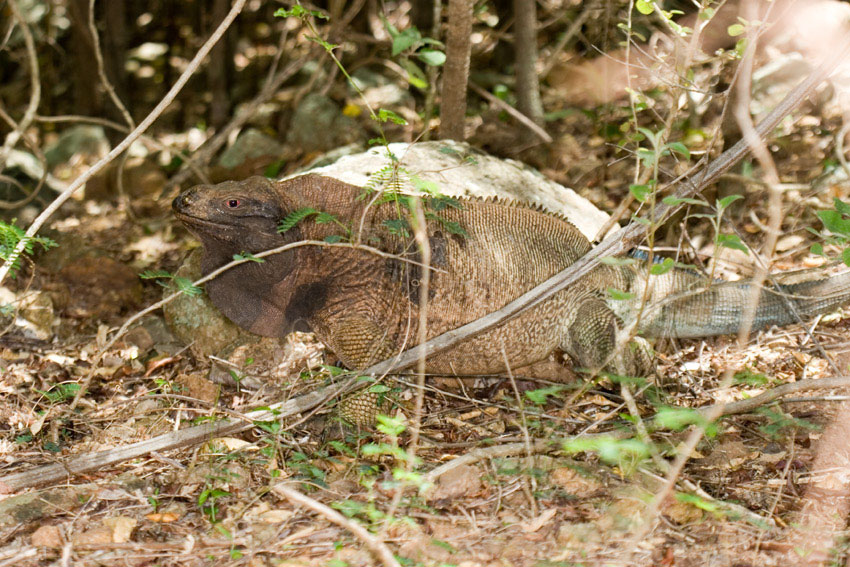
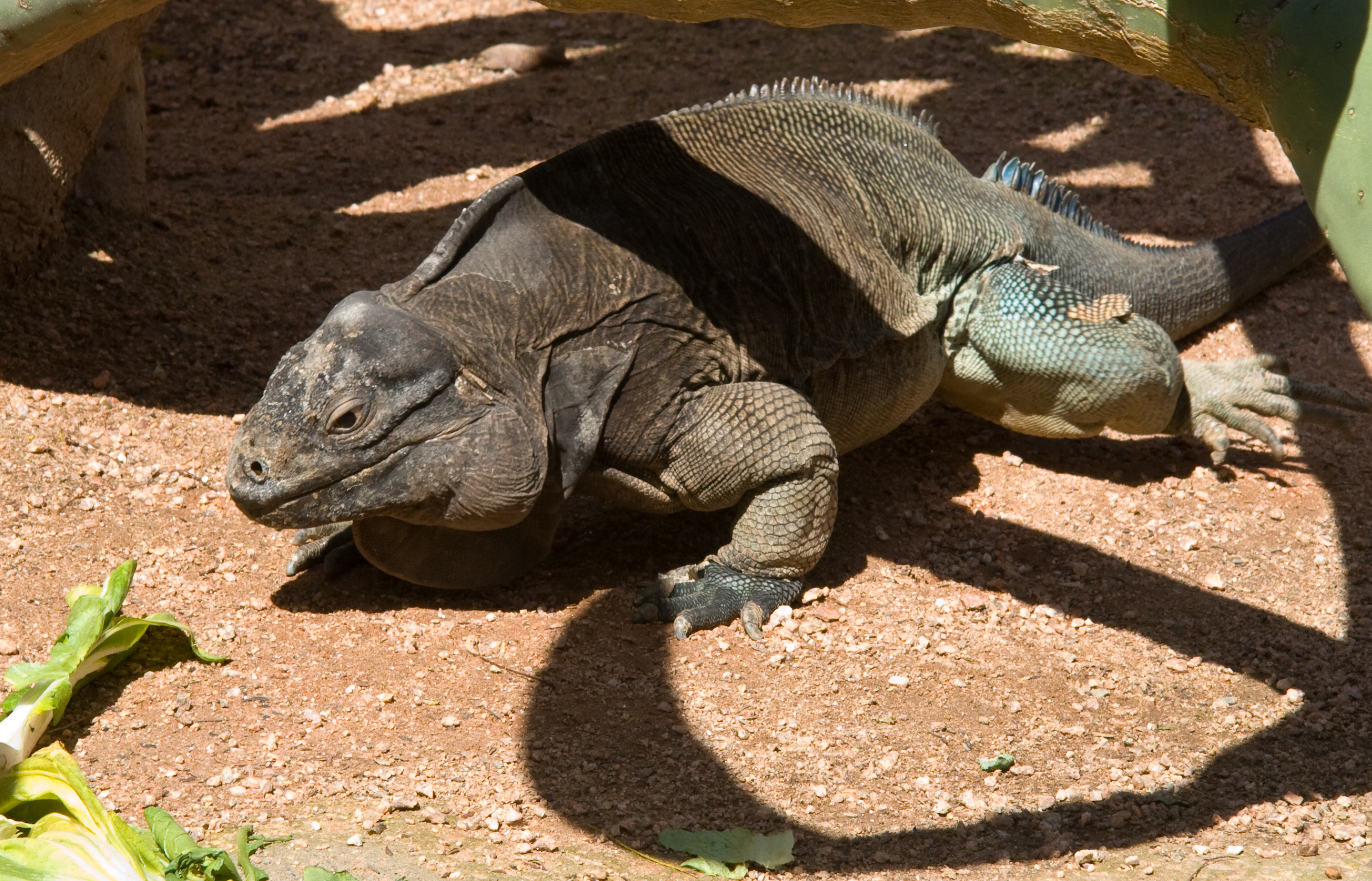